# Bismillah

A fórmula da Bismillah em caligrafia árabe

Bismillah ou basmala (árabe: بسملة) é uma fórmula em árabe usada em variados contextos da vida de um muçulmano.
O texto em árabe da bismillah é: بِسْمِ ٱللَّٰهِ ٱلرَّحْمَٰنِ ٱلرَّحِيمِ (transliteração: bismi-llāhi r-raḥmāni r-raḥīm), o que significa "Em nome de Deus, o Clemente, o Misericordioso". A palavra Bismillah deve ser dita na língua árabe, que é a língua litúrgica do islão. A palavra bismillah tem a sua origem nas quatro primeiras consoantes da fórmula.
Ela abre todas as suras (capítulos) do Alcorão, com excepção da sura IX. Ao longo do texto do Alcorão surge duas vezes, na sura XXVII, ayat 30, onde abre a carta enviada por Salomão à rainha de Sabá e na sura XI, ayat 43, onde é usada por Noé na sua forma abreviada (bismi llāh, "em nome de Deus").
É a frase mais utilizada pela caligrafia artística islâmica. É colocada no início de uma carta, sendo também possível encontrá-la nas escolas e locais de trabalho de países de tradição muçulmana. Abre igualmente o texto da constituição de alguns países islâmicos. Também foi divulgada pela música Bohemian Rhapsody do grupo britânico Queen.
Segundo algumas tradições populares, a bismillah foi inscrita na coxa de Adão, nas asas do anjo Gabriel, no Selo de Salomão e na língua de Jesus Cristo.[carece de fontes?]
Os cristãos árabes usam por vezes a palavra bismillah para se referirem à fórmula "Em nome do Pai, do Filho e do Espírito Santo" (em árabe: باسم الآب والابن والروح القدس, transl. bismi l-āb, wa-l-ibn, wa-r-rūḥ al-quds).[carece de fontes?]